# Střešní okno

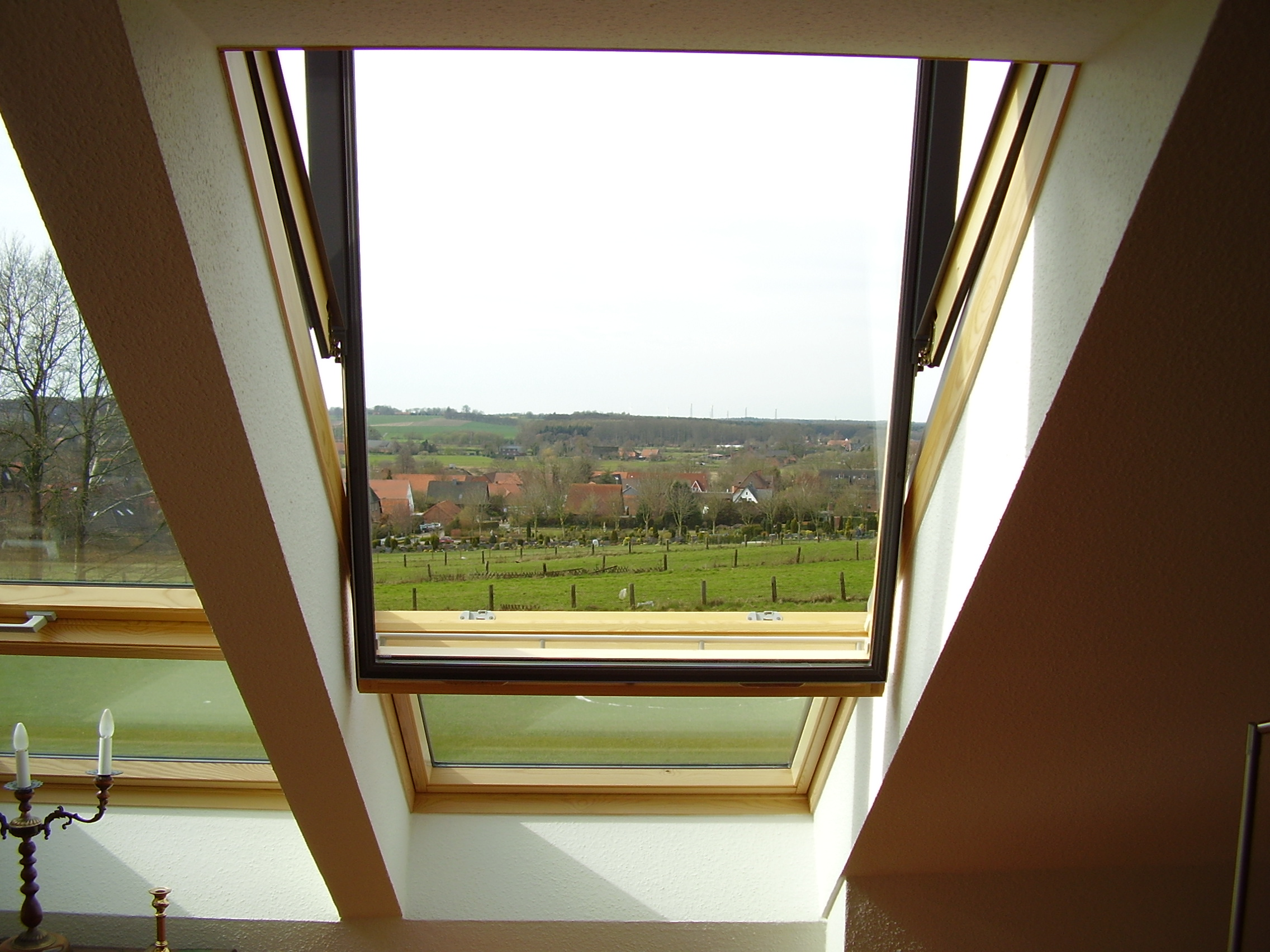
Otevřené střešní okno (Velux)

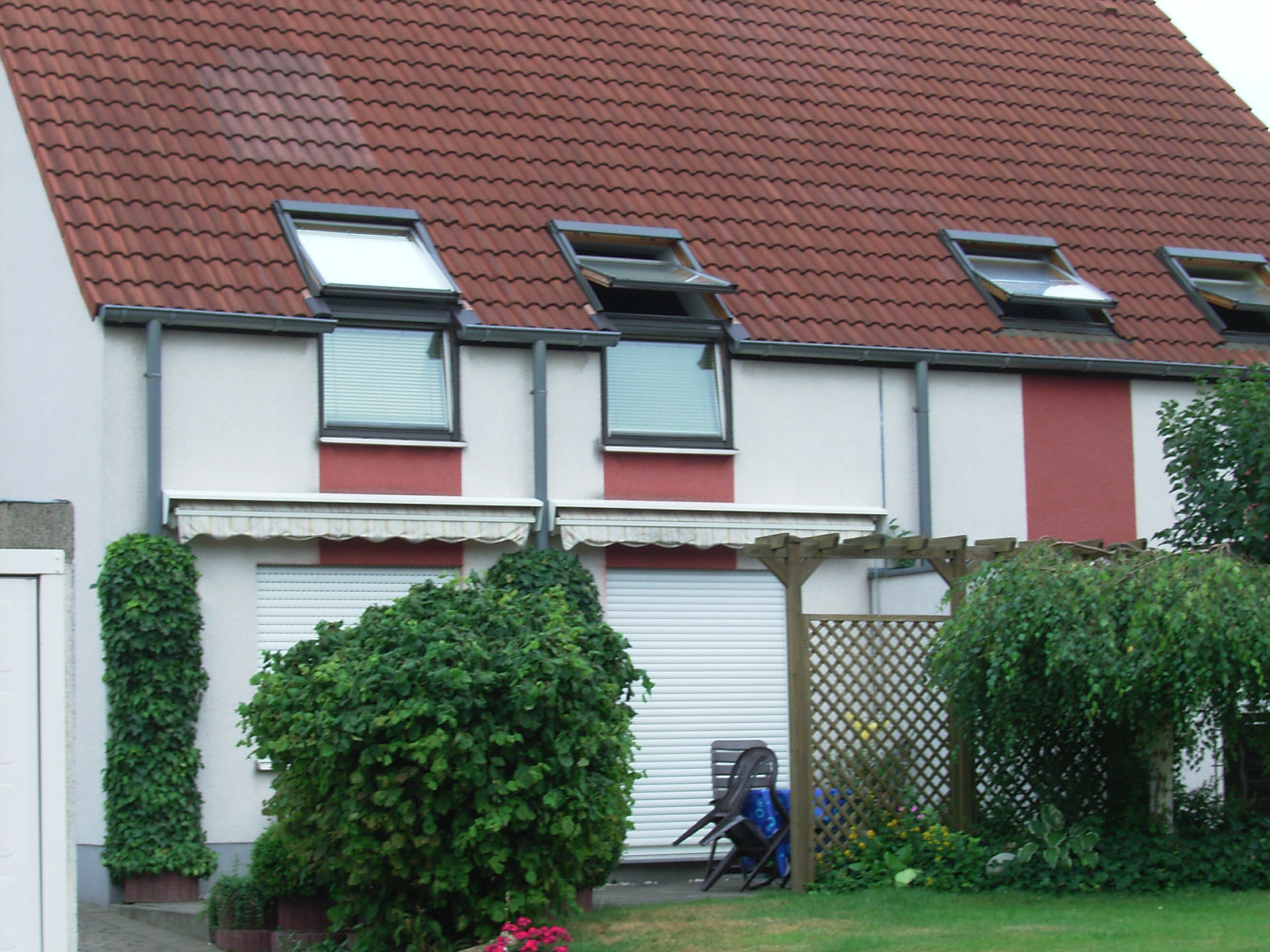
Střešní okna, pohled z ulice

Střešní okno je výplň otvoru v šikmé střeše. Zajišťuje osvětlení a výměnu vzduchu v obývaných podkrovních místnostech, ve zvláštním provedení umožňuje také výstup na střechu.

## Historie
Historie střešních oken se datuje prakticky od vynálezu skla, tedy cca 3000 let před naším letopočtem. Aktivní využití střešních oken však začíná až ve starověké antice, kdy se začaly vytvářet první předchůdci světlíků – atria, tedy dvory s prosklenou střechou, díky kterým mohlo do zpravidla významnějších římských domů dopadat sluneční světlo. Některé budovy, jako například Pantheon v Římě, pak používaly světlo shora pro dramatické efekty.
Přístup světla shora (skrze střechu) byl v celém pozdním starověku a raném středověku spíše výjimečnou záležitostí, stejně jako se teprve začalo rozvíjet sklářské řemeslo, které bylo základní podmínkou pro větší rozšiřování skleněných oken jako takových. Po roce 1000 n. l. zažívá sklářství velký rozmach. Dílny vyrábějí sklo především pro potřeby církve. Skleněné výplně – vitráže, které jsou k vidění například na gotických chrámech, byly nejčastěji složeny z malých tabulek (mnohdy různobarevných) spojovaných olovem v dřevěném rámu. Ve 14. století se začalo používat u domů a veřejných míst zasklívání oken skleněnými terčíky. V 16. století začala šlechta používat okna s pravoúhlým čirým sklem, začaly se objevovat různé tvary a stále častěji i okna, která bylo možné otevírat.
Nejstarší historické dokumenty zmiňující střešní okna jako architektonický prvek pocházejí z 19. století. Viktoriánská doba v Anglii přinesla rozšíření světlíků, určených k lepšímu prosvětlení soukromých domů i průmyslových objektů. Právě světlíky, přestože jsou dnes stále hojně využívané, lze považovat za přímé předchůdce moderních střešních oken. Důkazem využití světla získávaného shora byl na přelomu 19. a 20. století například velký obchodní dům Wertheim v Berlíně. V roce 1894 si nechali vynálezci P. Saar a A. Schmeil zaregistrovat patent, který světlíky vylepšoval o možnost otevírání. V roce 1924 přichází Američan Ch. Whitnell s konstrukčním vylepšením, které podstatně zjednodušilo otevírání a zavírání světlíků. V průběhu 20. století se stále více architektů a vývojářů odvažuje pracovat s podkrovím. Především bohatší vrstvy si začínají dopřávat luxusnějších půdních místností. Zpočátku jde sice stále jen o druhořadé prostory s jednoduchým technickým řešením, ale se stále častější potřebou dostat do nich světlo. První polovina 20. století proto přináší mnoho patentů v oblasti konstrukce domu a osvětlování jeho jednotlivých částí.
Významným konstruktérem byl pak Villum B. K. Rasmussen, který v roce 1941 založil v Dánsku společnost V. KANN RASMUSSEN & CO. Jeho cílem bylo zajistit, aby střešní okno osazené v šikmé střešní rovině mělo stejné vlastnosti, jako běžná okna. Ve svém podniku nejprve vyvinul zvláštní typ prosklené střechy a následně i první střešní okno dnešního typu. Nazval ho Velux, protože mělo přinášet vzduch (latinsky Ventilation) a světlo (latinsky Lux), a v roce 1942 získal na něj patent. Celkově si nechal dánský vizionář vystavit 55 patentů a zaregistrovat 9 unikátních designů. Je považován za vynálezce moderního střešního okna. V 70. letech došlo k velkému nárůstu popularity střešních oken, která přestala být výsadou bohatých. Postupně se objevily další značky: německé Roto, v Polsku Fakro, v Maďarsku Rooflite a celá řada dalších, Velux si však stále udržuje vedoucí postavení.

## Konstrukce oken
Dnes se moderní střešní okna dělí na kyvná (otevírají se podle středové osy) a výklopně-kyvná (vyklápí se i podle horní osy). Nejběžnější jsou okna dřevěná, ale praktická jsou i okna bezúdržbová (poplastovaná s dřevěným jádrem), která jsou vhodná do místností s vyšší vlhkostí, jako jsou koupelny a kuchyně. V luxusnějším provedení jsou k dostání také střešní okna hliníková.
Střešní okna, více než běžná vertikalní okna, jsou náchylnější k rosení. I proto existuje mnoho druhů zasklení od základních až po několikanásobná, vhodná i do nízkoenergetických staveb.
Okno je třeba pořizovat s lemováním podle osazování do ploché nebo profilované střešní krytiny a doporučuje[zdroj⁠?!] se použít zateplovacího rámu, který vhodně napojuje rám okna na izolaci střechy. Při použití takového rámu dnes výrobci poskytují prodloužené záruky i na 10 let.
Střešní okna je rovněž možné doplnit vhodnou roletou či žaluzií v mnoha barvách a vzorech. Pro ochranu před teplem se dají použít venkovní markýzy nebo rolety, pro dekoraci, stínění či úplné zatemnění pak vnitřní rolety nebo žaluzie.